# États-Unis aux Jeux olympiques d'hiver de 1928
Cet article contient des informations sur la participation et les résultats des États-Unis aux Jeux olympiques d'hiver de 1928 à Saint-Moritz en Suisse. Les États-Unis étaient représentés par 24 athlètes. 
La délégation américaine a récolté en tout 6 médailles : 2 d'or, 2 d'argent et 2 de bronze. Elle a terminé au 2e rang du classement des médailles.

## Médailles
| Médaille                            | Nom                                                                     | Sport               | Compétition       |
| ----------------------------------- | ----------------------------------------------------------------------- | ------------------- | ----------------- |
| Médaille d'or, Jeux olympiques      | Billy Fiske Clifford Gray Geoffrey Mason Richard Parke Nion Tocker (en) | Bobsleigh           | Bobsleigh à cinq  |
| Médaille d'or, Jeux olympiques      | Jennison Heaton                                                         | Skeleton            | Hommes            |
| Médaille d'argent, Jeux olympiques  | Thomas Doe David Granger Jennison Heaton Lyman Hine Jay O'Brien         | Bobsleigh           | Bobsleigh à cinq  |
| Médaille d'argent, Jeux olympiques  | John Heaton                                                             | Skeleton            | Hommes            |
| Médaille de bronze, Jeux olympiques | John Farrel (en)                                                        | Patinage de vitesse | 500 mètres hommes |
| Médaille de bronze, Jeux olympiques | Beatrix Loughran                                                        | Patinage artistique | Individuel femmes |